# 二重数
数学における二重数（にじゅうすう、英: dual numbers）または双対数（そうついすう）とは、実数 a, b と ε2 = 0（複零性）を満たす実数でない ε を用いて z = a + bε と表すことのできる数のことである。
二重数全体は、実数全体に ε2 = 0 を満たす新しい元 ε を添加して得られる。二重数全体からなる集合は、実数体上の二次元の可換かつ単位的な結合多元環（二元数）の一種になる。二重数全体の成す平面は、交代的複素数平面 (alternative complex plane) と呼ばれ、通常の複素数平面 C と分解型複素数平面とに対して相補的な関係にある。

## 線型表現
行列を用いると二重数は
{\displaystyle \varepsilon ={\begin{pmatrix}0&1\\0&0\end{pmatrix}}\quad {\text{and}}\quad a+b\varepsilon ={\begin{pmatrix}a&b\\0&a\end{pmatrix}}}
と表現することができる。このとき二重数の和と積は、通常の行列の和と行列の積によって計算することができ、両演算は可換かつ結合的である。
これは複素数の行列表現の類似であり、さらに言えば二次正方行列の分類に二重数の概念が必要である。

## 幾何
二重数平面上の“単位円”は、実部 a が ±1 である二重数全体からなる集合である。これは、二重数 z = a + bε に対して、その“共軛”が z∗ = a − bε であり、
zz∗ = a2 = 1
であることによる。
{\displaystyle \exp(b\varepsilon )=1+b\varepsilon }
が成立する（テイラー展開に ε2 = 0 を適用すれば2次以降の項が全て消える）ことに注意すれば、この指数函数を ε軸に対して適用しても“単位円”の半分 (a = 1 の部分) しか被覆できない。
二重数 z = a + bε に対して、a ≠ 0 のとき、m = b/a とすると、
z = a(1 + m ε) = a exp(mε)
は z の極分解であり、傾き m はその偏角になる。二重数平面における“回転”の概念は、
(1 + pε)(1 + qε) = 1 + (p + q)ε
が成り立つことから、垂直剪断（せんだん）変換と同値である。
二重数平面はガリレイ不変量と呼ばれる研究においてガリレイの素朴な時空を表すのに利用できる。これは速度 v の古典的な事象変換が
{\displaystyle (t',x')=(t,x){\begin{pmatrix}1&v\\0&1\end{pmatrix}}\iff t'=t,\,x'=vt+x}
のように見えることによる。

### 循環
二つの二重数 p, q が与えられたとき、z から p および q のそれぞれへ引いた二直線の間のガリレイ角が一定であるような二重数 z 全体の成す集合を決定することができる。この集合は、二重数平面における循環 (cycle) と呼ばれる。直線の傾きの差が一定であるとおいて得られる方程式が z の実部の二次方程式になるので、輪体は抛物線になる。二重数の反転環幾何において、二重数上の射影直線の上の射影性として、“循環的回転” ("cyclic rotation") に遭遇する。Yaglom (1979) に従えば、循環 Z = {z | y = αx2} は剪断
{\displaystyle x_{1}=x,\,y_{1}=vx+y}
と平行移動
{\displaystyle x'=x_{1}=v/2a,\,y'=y_{1}+v^{2}/4a}
との合成変換に関して不変である。

## 代数的性質
抽象代数学の言葉を使えば、二重数の全体は多項式環 R[X] を多項式 X2 の生成するイデアルで割って得られる剰余環
R[X]/(X2)
として記述できる。この商における X の像が虚数単位 ε である。このように書けば、二重数の全体が標数 0 の可換環を成すことは明らかである。さらには、これによって多項式環から遺伝する乗法が、二重数の全体に実二次元の可換結合多元環の構造を与えることも分かる。この多元環は、虚数単位 ε が可逆元ではないから、体にも多元体にもならない。実は任意の非零純虚元が零因子になるのである（後述）。二元数全体の成す多元環は、R1 の外積代数 ∧R に同型である。

## 一般化
先の構成法はもっと一般の状況に対して適用できる。つまり、可換環 R に対して R 上の二重数と言うものを、多項式環 R[X] をイデアル (X2) で割って得られる剰余環として定義するのである。このとき X の属する剰余類は自乗して零に等しく、上記の元 ε に対応する。
このような環及びその一般化は、導分およびケーラー微分（純代数的な微分形式）の代数的理論において重要な役割を果たす。
任意の環 R 上で二重数 a + bε が単元を持つ（つまり、乗法的可逆元である）ための必要十分条件は、実部 a が R における単元となることである。このとき、a + bε の逆元は a−1 − ba−2ε で与えられる。この帰結として、任意の体または任意の可換局所環上の二元数が必ず局所環を成すこと、およびその唯一の極大イデアルが ε の生成する主イデアルで与えられることが分かる。

## 微分法
二重数の 1つの応用先として自動微分の理論がある。ここでは上記の実数体上の二重数を考える。任意の実係数多項式 P(x) = p0 + p1x + p2x2 + … + pnxn が与えられたとき、多項式函数の定義域を実数から二重数へ直接に拡張して
{\displaystyle P(a+b\varepsilon )=P(a)+bP^{\prime }(a)\varepsilon }
を得る。ただし、P′ は多項式函数 P の導函数である。実数上ではなく二重数上で計算したことにより、この式を多項式の微分の計算に用いることができるようになった。より一般に、二重数の除法を定義して、f(a+bε) = f(a)+bf ′(a)ε で定まる二重数変数の超越函数の定義へ進むことができる。二重数上のこれらの函数の合成を計算して、その結果の ε の係数を調べることによって、その合成函数の導函数を自動的に計算することができる。

## 超空間
二重数の応用は物理学にもあり、そこでは二重数は非自明な超空間の最も簡単な例を与える。虚数単位 ε に沿う方向はフェルミ的方向といい、実成分はボソン的方向と呼ばれる。フェルミ的方向というのはパウリの排他原理にフェルミオンが従うという事実からくるものである。座標変換のもとで、量子力学的波動函数は符号を変え、従って二つの座標がともに動くならば消えるという物理学的な考え方が、ε2 = 0 なる代数的関係式でとらえられている。

## 除法
二重数の除法は、除数の実部が零でないときに定義され、除法の過程は複素数の場合と同様に、分母にその共軛元を掛けて純虚部分を消すことによって行われる。
そういうわけで、
{\displaystyle {a+b\varepsilon  \over c+d\varepsilon }}
の形の除法を計算するには、分母分子に分母の共軛元を掛けて
{\displaystyle {\begin{aligned}&={(a+b\varepsilon )(c-d\varepsilon ) \over (c+d\varepsilon )(c-d\varepsilon )}={ac-ad\varepsilon +bc\varepsilon -bd\varepsilon ^{2} \over (c^{2}+cd\varepsilon -cd\varepsilon -d^{2}\varepsilon ^{2})}={ac-ad\varepsilon +bc\varepsilon -0 \over c^{2}-0}\\[5pt]&={ac+\varepsilon (bc-ad) \over c^{2}}\\[5pt]&={a \over c}+{bc-ad \over c^{2}}\varepsilon \end{aligned}}}
とする。これは c が 0 でない限り定義できる。
一方、c が 0 で d が 0 でないとき、方程式
{\displaystyle {a+b\varepsilon =(x+y\varepsilon )d\varepsilon }={xd\varepsilon +0}}
は、
1. a が非零ならば解を持たない
2. さもなくば b/d + yε の形の任意の二重数が解になる

のいずれかである。これは、“商”の純虚部分が任意に取れることを意味するから、純虚二重数に対する除法は定義できない。実際、純虚二重数は（自明な）零因子であり、その全体は明らかに二重数の成す結合多元環（従って環）のイデアルを成す。